# Calau
Calau (uttalas [kaːlaʊ], äldre stavning Kalau, lågsorbiska: Kalawa)  är en stad i östra Tyskland, belägen i Landkreis Oberspreewald-Lausitz i södra delen av förbundslandet Brandenburg.  Staden ligger omkring 25 kilometer väster om Cottbus, i regionen Niederlausitz söder om naturområdet Spreewald.
Staden Calau är i Tyskland känd som namngivare till Kalauer, en form av ordvits på tyska som kan jämföras med svenskans göteborgsvits, spridd genom satirtidskriften Kladderadatsch.

## Geografi
Calau är beläget 14 km söder om Lübbenau och 27 km väster om Cottbus. Staden ligger i regionen Niederlausitz och gränsar i nordväst till Naturpark Niederlausitzer Landrücken samt i norr till Spreewald.  Trakten omkring staden kallas ibland Calauer Schweiz, syftande på den vackra naturen och områdets betydelse för bevarande av biologisk mångfald i regionen.

### Administrativ indelning
Staden har successivt slagits samman med angränsande mindre kommuner, senast 2001 med kommunerna Buckow, Craupe, Gollmitz, Gross Jehser och Zinnitz och 2003 med kommunerna Bolschwitz, Gross-Mehssow, Kemmen, Mlode, Sassleben och Werchow.
Staden Calaus stadskommun  indelas administrativt i följande Ortsteile (stadsdelar/orter):
- Staden Calau
- Bolschwitz
- Buckow
- Craupe med Radensdorf och Schrakau
- Gollmitz med Settinchen
- Gross Jehser med Erpitz och Mallenchen
- Gross-Mehssow med Klein Mehssow
- Kemmen med Säritz och Schadewitz
- Mlode med Rochusthal
- Sassleben med Kalkwitz och Reuden
- Werchow med Cabel och Plieskendorf
- Zinnitz med Bathow

## Befolkning
Calau hade fram till 1800-talet en stor sorbisk minoritet, men andelen som angav sig tillhöra den sorbiska minoriteten sjönk från 30,8 procent av befolkningen 1843 till endast 3,5 procent år 1900.  Idag är den sorbisktalande minoriteten koncentrerad till områden norr och öster om Calau. Genom ett beslut av Brandenburgs lantdag 2016 kom staden att officiellt inkluderas i det sorbiska administrativa språkområdet.
- Befolkningsutvecklingen i de nuvarande gränserna (Blå linje: Befolkning—Prickade linjen: Jämförelse med utvecklingen av Brandenburg—Grå bakgrund: Period av nazistiskt styre—Röd bakgrund: Period av kommunistiskt styre)
- Aktuella befolkningsutveckling (blå linjen) och prognoser (prickade linjen).

| År   | Invånare |
| ---- | -------- |
| 1875 | 7 359    |
| 1890 | 7 266    |
| 1910 | 7 536    |
| 1925 | 7 942    |
| 1933 | 8 028    |
| 1939 | 8 303    |
| 1946 | 11 148   |
| 1950 | 11 045   |
| 1964 | 11 155   |
| 1971 | 11 378   |

| År   | Invånare |
| ---- | -------- |
| 1981 | 10 496   |
| 1985 | 10 638   |
| 1989 | 10 842   |
| 1990 | 10 710   |
| 1991 | 10 536   |
| 1992 | 10 495   |
| 1993 | 10 400   |
| 1994 | 10 393   |
| 1995 | 10 317   |
| 1996 | 10 218   |

| År   | Invånare |
| ---- | -------- |
| 1997 | 10 156   |
| 1998 | 10 066   |
| 1999 | 9 961    |
| 2000 | 9 809    |
| 2001 | 9 680    |
| 2002 | 9 557    |
| 2003 | 9 429    |
| 2004 | 9 335    |
| 2005 | 9 222    |
| 2006 | 9 072    |

| År   | Invånare |
| ---- | -------- |
| 2007 | 8 939    |
| 2008 | 8 813    |
| 2009 | 8 666    |
| 2010 | 8 522    |
| 2011 | 8 315    |
| 2012 | 8 152    |
| 2013 | 8 034    |
| 2014 | 7 922    |
| 2015 | 7 833    |
| 2016 | 7 836    |

| År   | Invånare |
| ---- | -------- |
| 2017 | 7 789    |
| 2018 | 7 769    |
| 2019 | 7 720    |
| 2020 | 7 734    |

## Historia
Namnet Calau är den tyska formen av det tidigare slaviska namnet Carlowe.  De äldsta skriftliga beläggen för staden Calaus existens är daterade till år 1279.  Stadskyrkan började byggas under slutet av 1300-talet.  Kyrkans tak och inredning skadades svårt under andra världskrigets strider i området och kyrkan återuppbyggdes efter kriget.

## Kommunikationer
Calau har en järnvägsstation där linjerna Halle (Saale) - Cottbus och Lübbenau - Kamenz möts. Staden har regionaltågförbindelser i alla riktningarna, västerut mot Halle via Falkenberg/Elster, österut mot Cottbus, norrut mot Berlin-Schönefeld via Lübbenau och söderut mot Senftenberg.
Motorvägen A13 nås via avfarten Calau 7 km nordväst om staden och förbinder staden med Berlin och Dresden.

## Kända Calaubor
- Joachim Gottschalk (1904-1941), skådespelare.
- Robert von Patow (1804-1890), preussisk politiker.